# 出合正幸
出合正幸（1981年1月21日—）是日本的男性演員，出身自日本大阪府，屬於Kart promotion 旗下的藝人。身高175cm，血型為A型。

## 人物
於2003年超級戰隊系列第27作《爆龍戰隊暴連者》的伯亞凌駕（暴紅）、2004年第28作《特搜戰隊刑事連者》的赤座伴番（刑事紅）的試演中落敗。後來被選上2006年第30作《轟轟戰隊冒險者》參演，飾演高丘映士（冒險銀）。

## 演出作品

### 電視劇
- 戀人是狙擊手（2002年，朝日電視台）
- 大河劇（NHK）
  - 武藏MUSASHI（2003年）
  - 軍師官兵衛（2014年）飾演 吉川元長
- 天花（2004年，NHK）
- 超級戰隊系列（朝日電視台）
  - 轟轟戰隊冒險者（2006年 - 2007年）飾演 冒險銀/高丘映士
  - 獸電戰隊強龍者（2013年 - 2014年）飾演 強龍灰/鐵碎/津古內真也
  - 連續4週特別篇 超級戰隊最強對戰！！ 第1集（2019年）飾演 冒險銀/高丘映士（友情演出）
- 少年刑警～童顔刑事・柴田竹虎～（2010年，富士電視台）飾演 美原
- MOZU Season2（2014年，WOWOW）飾演 落合
- WILD HEROES 第3集（2015年，日本電視台）飾演 落合一幸
- 死亡筆記本 第1集（2015年，日本電視台）飾演 佐古田源武
- 科搜研之女（朝日電視台）
  - 第15季 第4集（2015年）飾演 藏間武生 役
  - 第19季 第6集（2019年）飾演 金村太
- 警視廳搜查一課9係 Season11 第3集（2016年，朝日電視台）飾演 深見幸彦
- 女孩×戰士系列（東京電視台）
  - 偶像×戰士 奇蹟之音！（2017年 - 2018年）飾演 一之瀨永吉
  - 秘密×戰士 幻影甜心！ 第37集（2019年）飾演 聖誕哥哥
  - 友情×戰士 美少女！ 第23集、第24集（2021年）飾演 警察官
- 路人超能100（2018年，東京電視台）飾演 櫻威
- BG～身邊警護人～（2018年，朝日電視台）飾演 根本
- 特搜9 Season1 第8集（2018年，朝日電視台）飾演 和田幸太
- Dele 刪除人生 最終話（2018年，朝日電視台）飾演 蓮見
- 夏洛克：未敘之章 第8集（2019年，富士電視台）飾演 野村冬樹
- 別對映像研出手！（2020年，每日放送・TBS）飾演 麻笠
- 24 JAPAN（2020年，朝日電視台）飾演 相馬幸也
- 鐵證懸案3～真相之門～ 第7集（2021年，WOWOW）飾演 野島昭雄
- 警部補大魔神（2023年，朝日電視台）飾演 中野伸之

### 電影
- 末代武士（2003年）
- 轟轟戰隊冒險者 THE MOVIE 最強的密寶（2006年） - 飾演 冒險銀/高丘映士
- 轟轟戰隊冒險者VS超級戰隊（2007年，東映） - 飾演 冒險銀/高丘映士
- 獸拳戰隊激氣連者VS冒險者（2008年，東映） - 飾演 冒險銀/高丘映士
- 哀憑歌 〜CHI-MANAKO〜（2008年）
- 交渉人 THE MOVIE タイムリミット高度10,000mの頭脳戦（2010年） - 飾演 岡野武志
- 假面騎士W Forever A至Z/命運的Gaia Memory（2010年） - 飾演 芦原賢
- 假面骑士W RETURNS（2011年） - 飾演 芦原賢
- 國王戰隊帝王者VS強龍者（2024年，東映） - 聲演 強龍灰

### 廣告
- 三菱技術服務

## 外部連結
- Kart Promotion Co.,Ltd. - 所屬事務所網站
- 個人部落格（页面存档备份，存于）

| 前任： 七森美江 （特搜戰隊刑事連者） | 日本超級戰隊系列銀色戰士演員 轟轟戰隊冒險者 2006年2月19日-2007年2月11日 | 繼任： 杉本有美 （炎神戰隊轟音者） |

| 前任： 初任 | 日本超級戰隊系列灰色戰士演員 獸電戰隊強龍者 2013年2月17日-2014年2月9日 | 繼任： 目前最新一任 |